# Presbítero Maestro (Metro de Lima y Callao)
Presbítero Maestro es la decimonovena estación de la línea 1 del Metro de Lima y Callao. Anteriormente llamada Martinete, está ubicada en la avenida Locumba cerca al Cementerio Presbítero Maestro, en el distrito de Lima. La estación es elevada.

## Historia
La estación fue entregada el 12 de mayo de 2014, como parte del tramo 2 de la línea. Estuvo en período de marcha blanca, hasta el día 25 de julio, en que oficialmente inició operaciones comerciales. En sus alrededores, destaca el Cementerio Presbítero Maestro, inaugurado en 1808 y declarado monumento histórico.

## Acceso

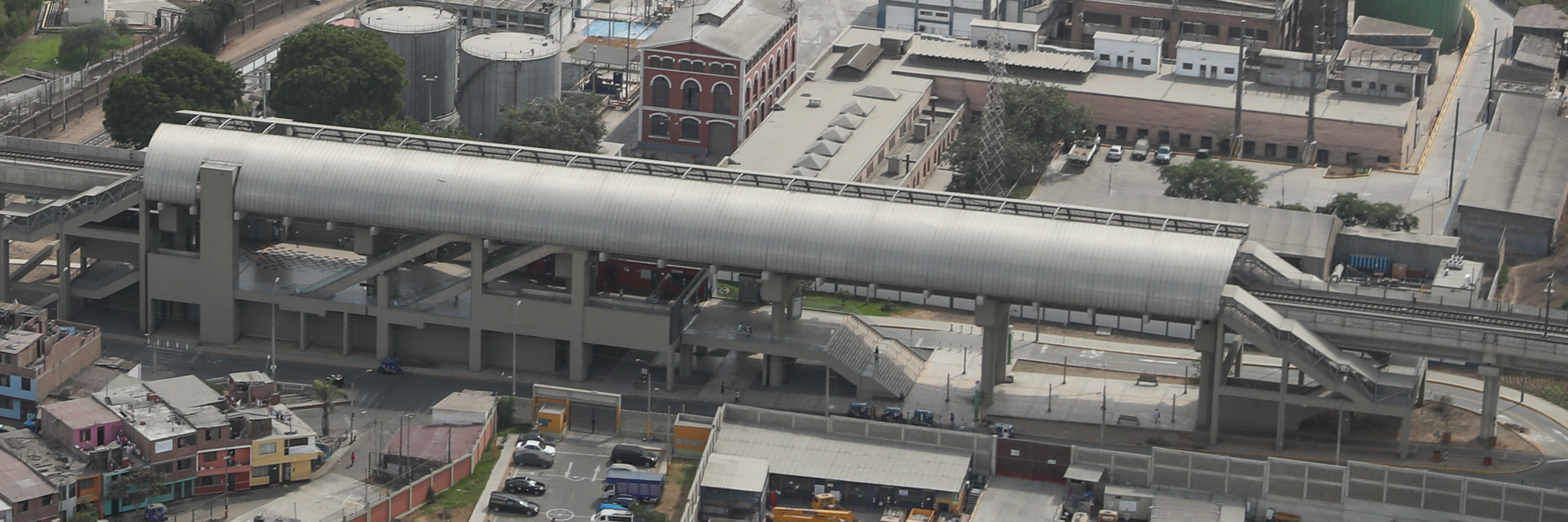

El ingreso a la estación se encuentra a nivel de calle y posee dos niveles.
En el primero, se encuentra la zona de torniquetes y boletería. En el segundo, las plataformas norte y sur están conectadas internamente por escaleras mecánicas, y ascensores provenientes del primer nivel.